# Yusef Gaderian
Yusef Gaderian (14 de febrero de 1993), es un luchador iraní de lucha grecorromana. Consiguió una medalla de bronce en Campeonato Mundial de 2015. Campeón Asiático de 2015 y ganador de la medalla de plata en 2014. Segunda posición en Campeonato Mundial de Juniores del año 2013. Tercero en los Juegos olímpicos de la juventud en 2010.